# Eremiaphilinae
Eremiaphilinae — підродина богомолів родини Eremiaphilidae, яка об'єднує 2 роди (близько 70 видів) нелетючих богомолів пустель. Тіло кремезне з довгими ногами.

## Опис
Безкрилі або короткокрилі богомоли, довжина тіла 13-60 мм. Забарвлення збігається із забарвленням піску або порід в середовищі їхнього існування. Гомілки середніх та задніх ніг на верхівці з товстими шипами, кігтики видовжені — пристосування для переміщення по піску.
Види роду Heteronutarsus єдині серед богомолів мають 4-членикову передню лапку та 3-членикові задні та середні, замість 5-членикових.

## Спосіб життя
Мешканці піщаних та кам'янистих пустель або напівпустель. Активні вдень, вночі або в сутінках. Полюють на живу здобич, але можуть живитися й падлом. Мертву здобич виявляють за допомогою чотирьох щелепних полапків.
Линяють лежачи на поверхні ґрунту, вивільняються зі старого екзувію за допомогою ходильних ніг.
Розмножуються статево або за допомогою партеногенезу. Самиця відкладає оотеку у заглиблення в ґрунті, яке риє за допомогою твердого щитка з двома шипами, що розташований на нижній поверхні шостого стерніту. Далі вона ходильними ногами засипає ямку.

## Поширення
Зустрічаються у Північній Африці, у Туреччині, на Близькому Сході — до Індії.

## Таксономія
До підродини включають понад 70 видів, що належать до двох родів:
- Eremiaphila — 68 видів
- Heteronutarsus — 4 види